# Dorothy George
Pour les articles homonymes, voir George.
Mary Dorothy George, née Gordon le 14 juillet 1878 à Cheam dans le Surrey et morte en 1971, est une historienne de l'art britannique surtout connue pour avoir compilé les sept derniers volumes du Catalogue of Political and Personal Satires Preserved in the Department of Prints and Drawings in the British Museum, le principal ouvrage de référence pour l'étude des estampes satiriques britanniques des XVIIIe et XIXe siècles.

## Biographie

### Jeunesse et formation
Mary Dorothy Gordonnée, née le 14 juillet 1878 à Cheam dans le Surrey, est la fille d'Alexander Gordon (mort en 1888), avocat, et de son épouse, Harriet Emily (morte en 1939), fille du pasteur Robert Stammers Tabor.
Elle étudie à l'Université de Cambridge où elle obtient en 1899 un diplôme d'histoire avec mention très bien. Pendant la Première Guerre mondiale, elle travaille dans le renseignement britannique pour le MI5, avant de retourner dans le milieu universitaire en tant que chercheuse à la London School of Economics.

### Travail au British Museum
Son travail sur les BM Satires[Quoi ?], commencé en 1930 à l'invitation des administrateurs du musée, est un travail massif d'une grande érudition qui a permis de systématiser un large corpus de documents sources auparavant non documentés et d'en consigner le contexte historique complexe. Son travail couvre plus de 13 000 estampes de « l'âge d'or » de la gravure satirique britannique et de ses principaux artistes tels que Matthew Darly, James Sayers, Robert Dighton, James Gillray, Thomas Rowlandson, Isaac Cruikshank, Richard Newton. Charles Williams, William Heath, Isaac Robert Cruikshank et George Cruikshank, et bien d'autres encore. Les entrées du catalogue ont été numérisées dans le cadre du projet de numérisation des collections du British Museum et constituent la base de nombreuses entrées du catalogue en ligne du British Museum.

## Publications
- (en) England in Johnson's Day, 1928
- (en) England in Transition: Life and Work in the Eighteenth Century, Routledge, 1931
- (en) Catalogue of Political and Personal Satires Preserved in the Department of Prints and Drawings in the British Museum, vol. 5 (1935) to 11 (1954), British Museum, 1935–1954
- (en) English Political Caricature. 2 Vols, Oxford University Press, 1959
- (en) London Life in the Eighteenth Century, 1964
- (en) Hogarth to Cruikshank: Social Change in Graphic Satire, Viking, 1967